# 苏莱曼尼耶清真寺
苏莱曼尼耶清真寺（土耳其語：Süleymaniye Camii）是土耳其伊斯坦布尔市内的数座大清真寺之一。它是由苏莱曼一世下令从1550年至1557年在极短的时间内建成的，是建筑师科查·米馬爾·希南最重要的作品。其包括清真寺在内的宏伟的建筑群既有城市建筑，也有国家性的意义，与法齊赫清真寺拥有同样的重要性。
整个庫里耶建筑群建在陡峭的第三山丘上，使用了出奇的建筑方案将山丘和周围的街巷结合到一起。比如1558年和1559年完工的第三和第四伊斯兰学校阶梯状地向金角湾下降，是建筑史中的杰作。清真寺内部首次使用了红色的伊兹尼克瓦片。

## 建造历史

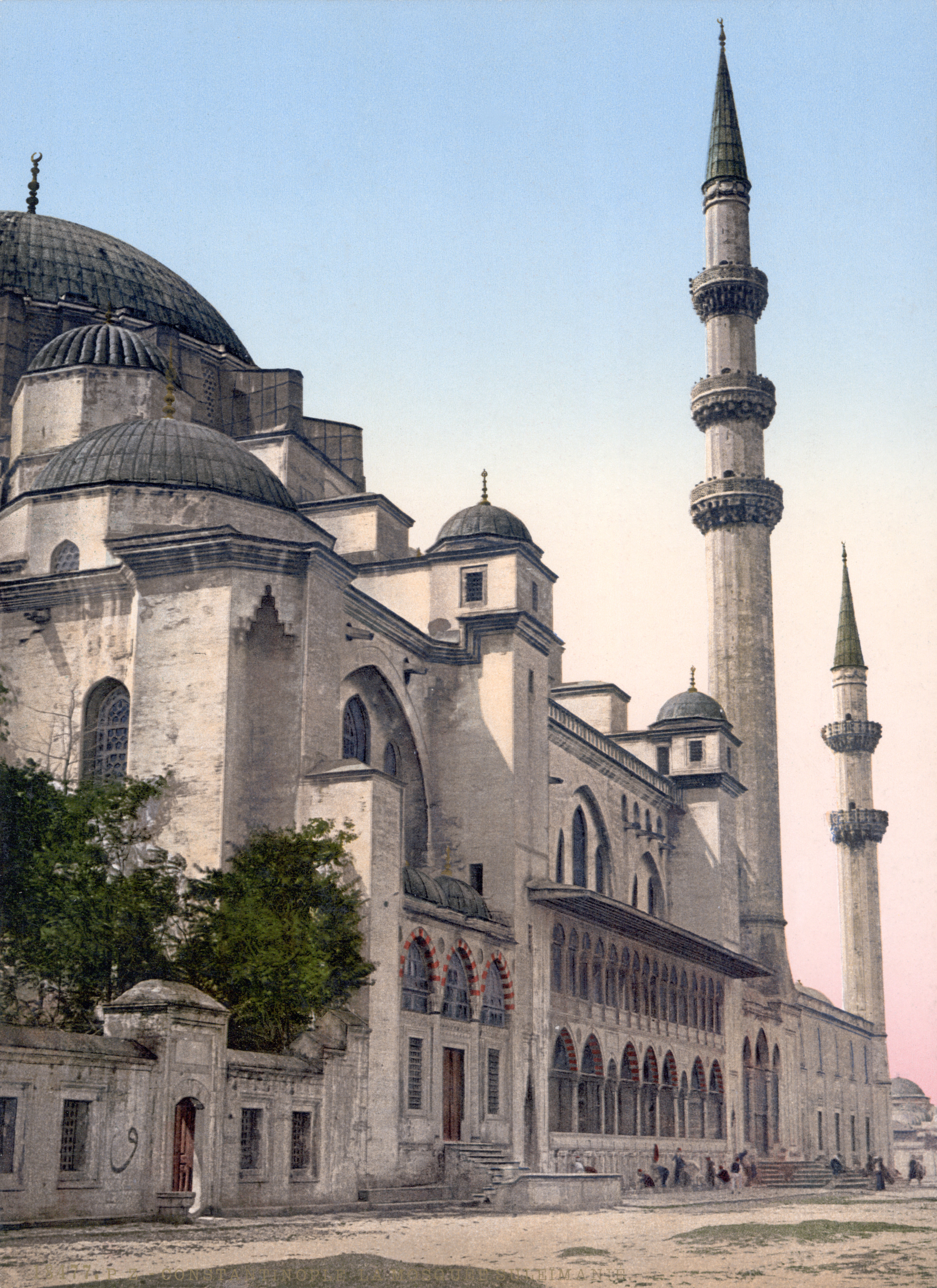
苏莱曼尼耶清真寺，1890年

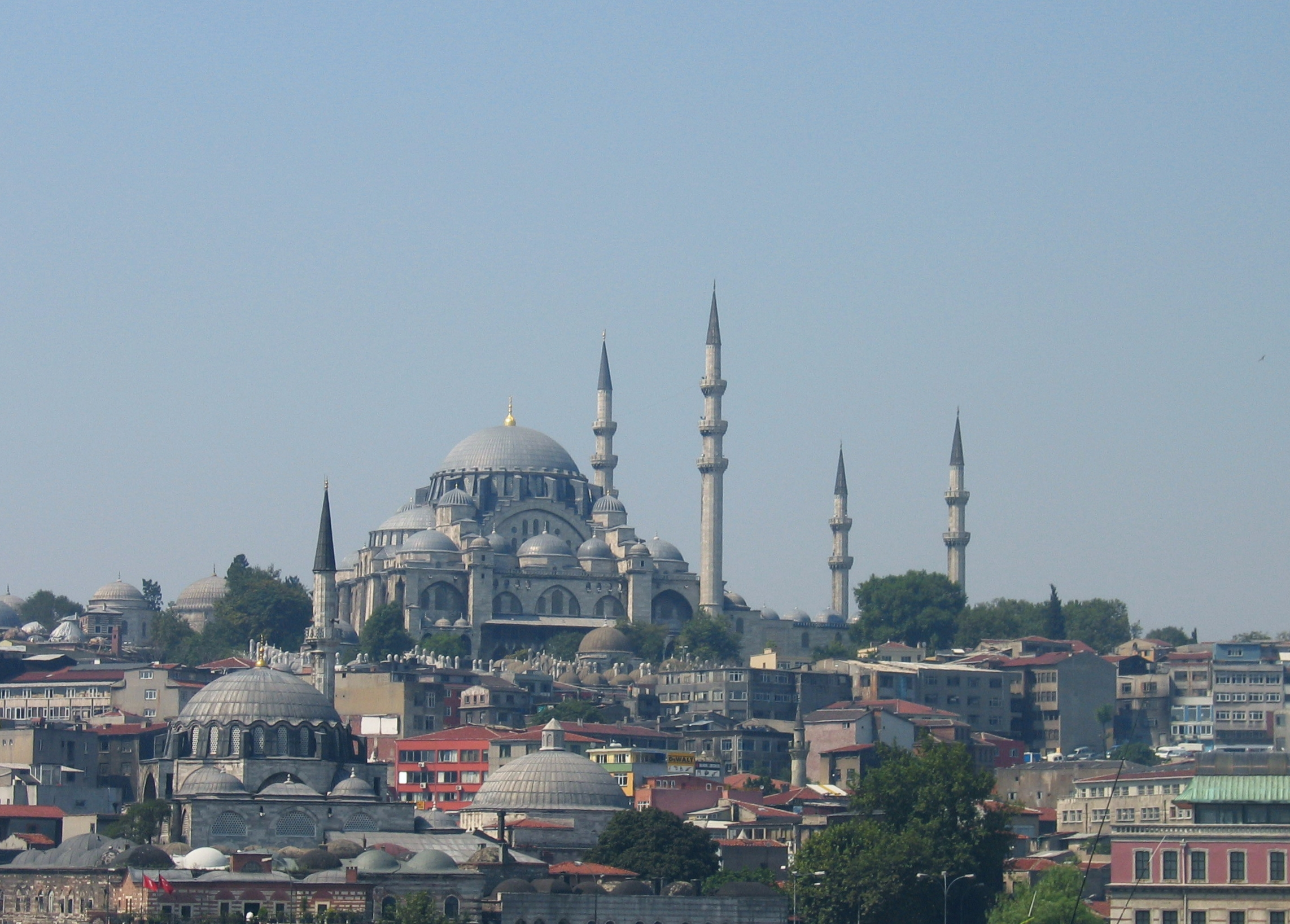
苏莱曼清真寺

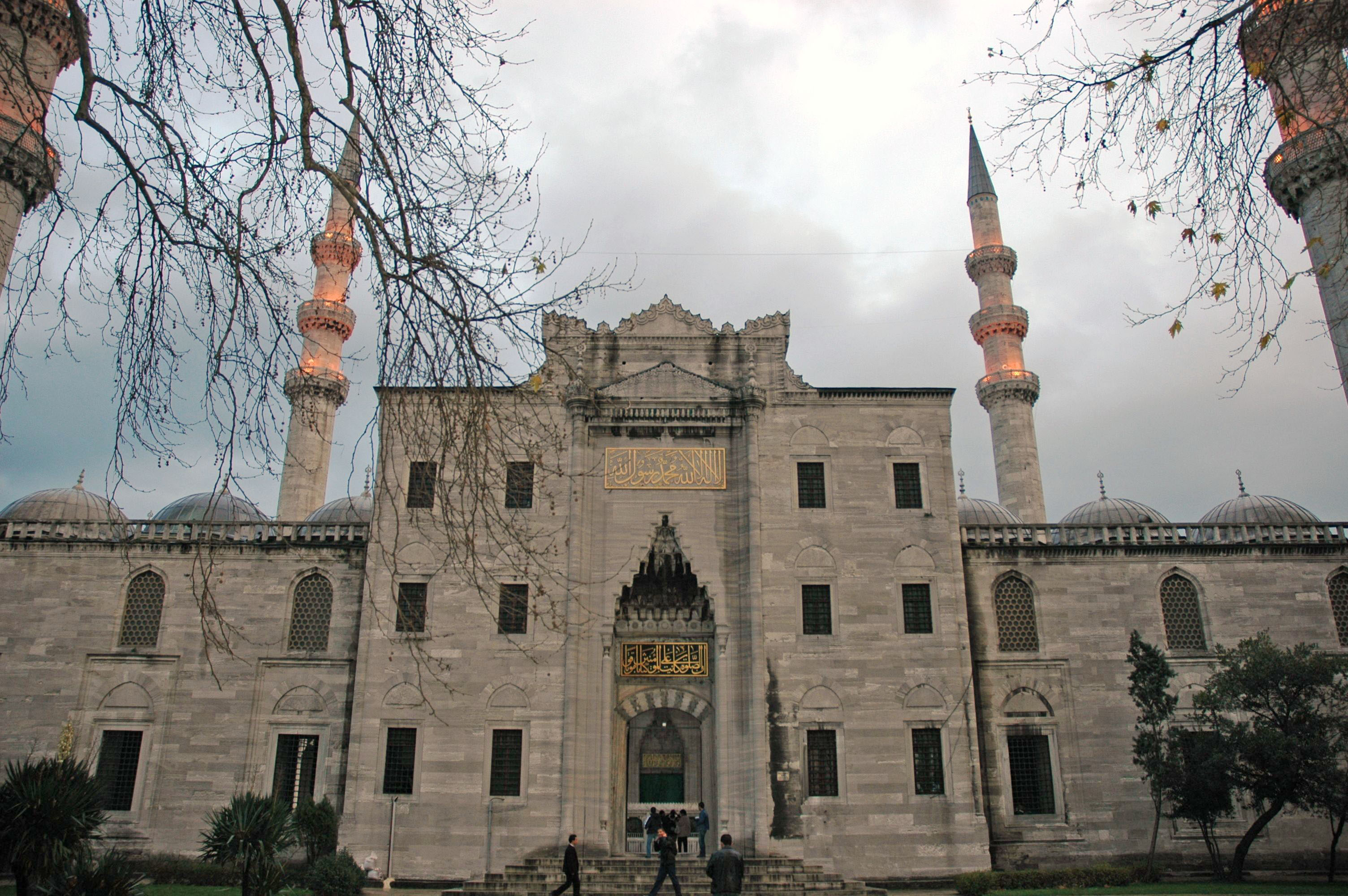
入口

参与建造该建筑群的主要是来自奥斯曼帝国各处的自由工匠，其中包括许多希腊人和亚美尼亚人（约50%为基督徒）。新军士兵主要做助手工作，他们占约40%。不到5%的人是奴隶，主要来自划船，用来搬运建筑材料。共有约2500至3000人参加了建筑工程。科查·米馬爾·希南把这座清真寺称为是他的学徒毕业作品（kalfalık eseri）。
奥斯曼帝国长期有一习俗，既只要城内有足够的礼拜地点就不建造其它的大清真寺。建造庞大的清真寺被看作是浮夸，因此被高级神职人员严厉批评。在伊斯兰教里奢侈总的来说是被批评的，而节俭则是一项美德。因此一座清真寺往往与其它福利建筑同时作为建筑群建成来作为建造大清真寺的理由。一些这些建筑中的设施（比如商店）也被用来作为建筑群的财政来源。
苏莱曼在东南欧、安那托利亚、麦加、麦地那、大马士革、耶路撒冷、巴格达等地建造了多座大型公共建筑来显示他的威力和证明他的合法性，但是苏莱曼清真寺是所有这些工程中最庞大的。

## 建筑
清真寺位于一个216米长、144米宽的院子里，其中还包括拱北和一座墓地。包括其内院它长108米，宽73米。清真寺本身的建筑为59米长、58米宽，院子为46米长、32米宽。主拱顶有53米高，其直径为27.25米。塞利米耶清真寺和蘇丹艾哈邁德清真寺的规模和它差不多一样大。在主拱顶内锡南在墙里嵌入了64个直径0.5米的瓮，这样使得整个建筑拥有极好的声学效应。科查·米馬爾·希南借鉴了巴耶塞特二世清真寺和圣索非亚大教堂的建造方式，清真寺由四根主支柱支撑主拱顶系统，此外还有两个半拱顶和两扇山墙。但是他的建筑的空间感与其榜样完全不同。苏莱曼清真寺被看作是奥斯曼建筑顶峰初期的代表作。
为了支撑整个建筑的重量，科查·米馬爾·希南在使用桩子来加强地基。地基本身是用特殊的水泥做的，而且水泥是非常缓慢地凝结的。直到地基完全干了，达到了所需要的强度和抗地震效应后他才开始建筑主建筑。清真寺的窗户使用130种不同颜色的玻璃，拼成绝妙的书法，让光线透过罗盘墙射入。清真寺的内院由四座叫拜樓环绕，其中朝向清真寺的两座比较高（81米）。
除主清真寺包括其礼拜厅（cami）、前院（avlu）和清洁泉（şadırvan）外整个建筑群还包括以下周围建筑：
- 苏莱曼一世及其妻子柔克塞拉娜的奥斯曼式陵墓突北
- 墓地
- 墓地看守的房子
- 天文台
- 聖訓进修学校
- 初级学校
- 四座伊斯兰大学
- 医学系
- 医院
- 古兰经学校
- 小学
- 公共廚房
- 驿站
- 分水站
- 公共浴场
- 喷泉
- 厕所

主清真寺后面的花园里有两座突北，其中埋葬着苏莱曼一世和他的妻子洛克塞拉娜、他们的女儿、苏莱曼德拉母亲和他的姐姐以及苏莱曼二世和艾哈迈德二世苏丹，还有穆斯塔法二世的女儿。科查·米馬爾·希南的墓位于整个建筑群的边缘。

## 分析

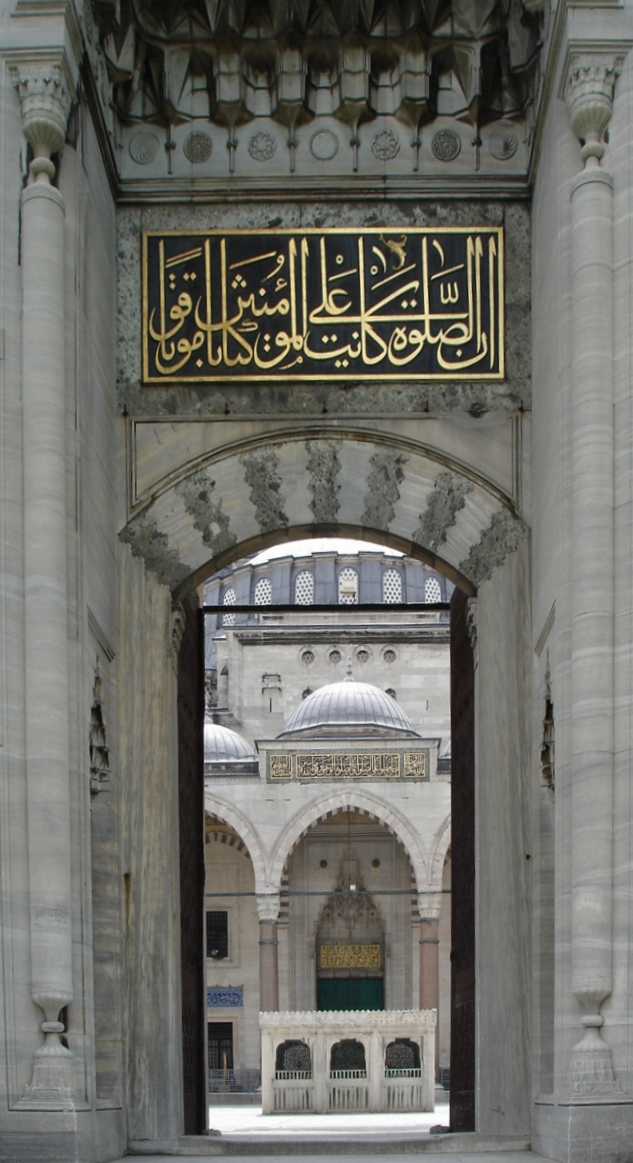
进入内院的入口处

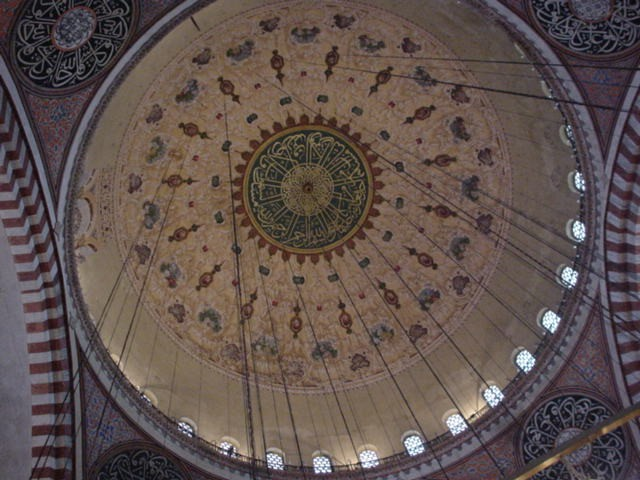
主拱顶的绘画是19世纪画的，属于奥斯曼巴罗克风格

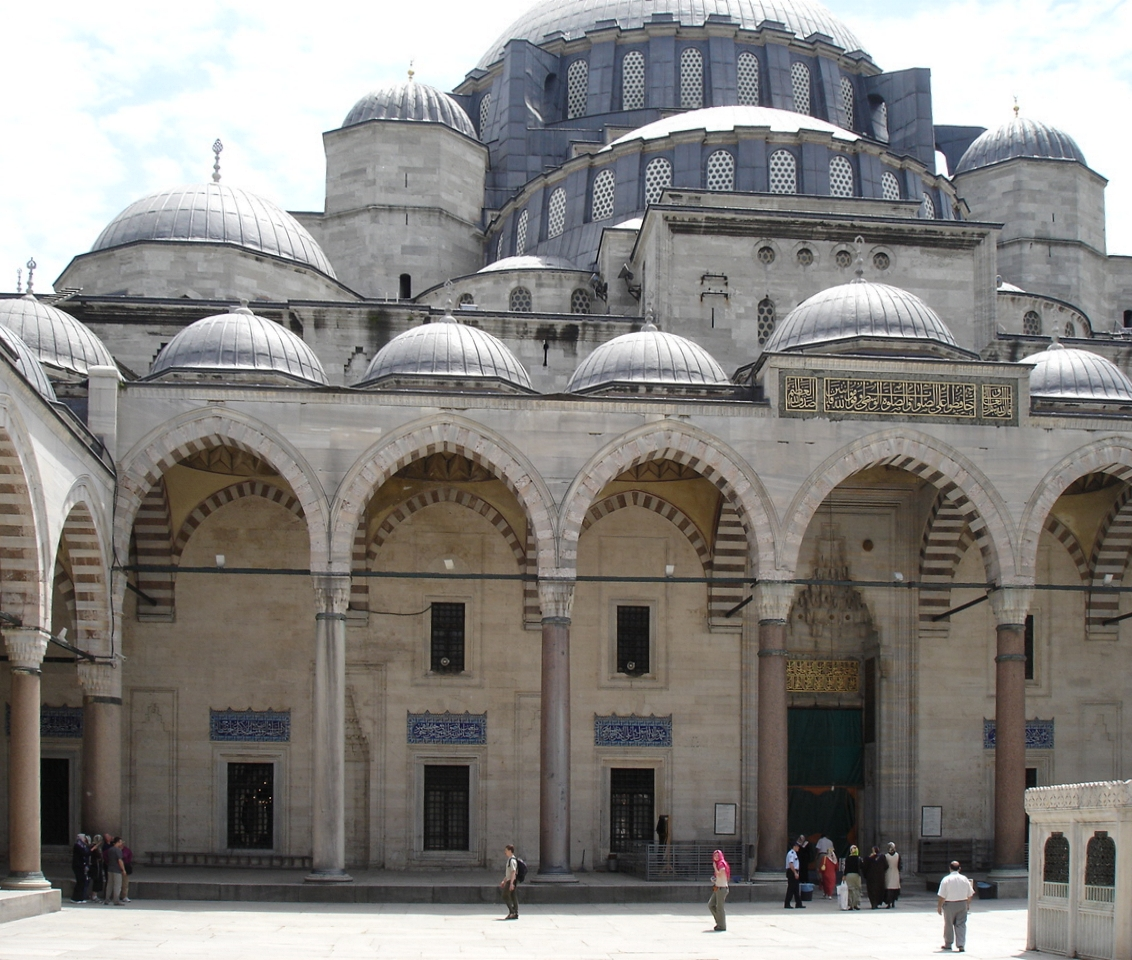
内院的柱子是斑岩和花岗岩制的

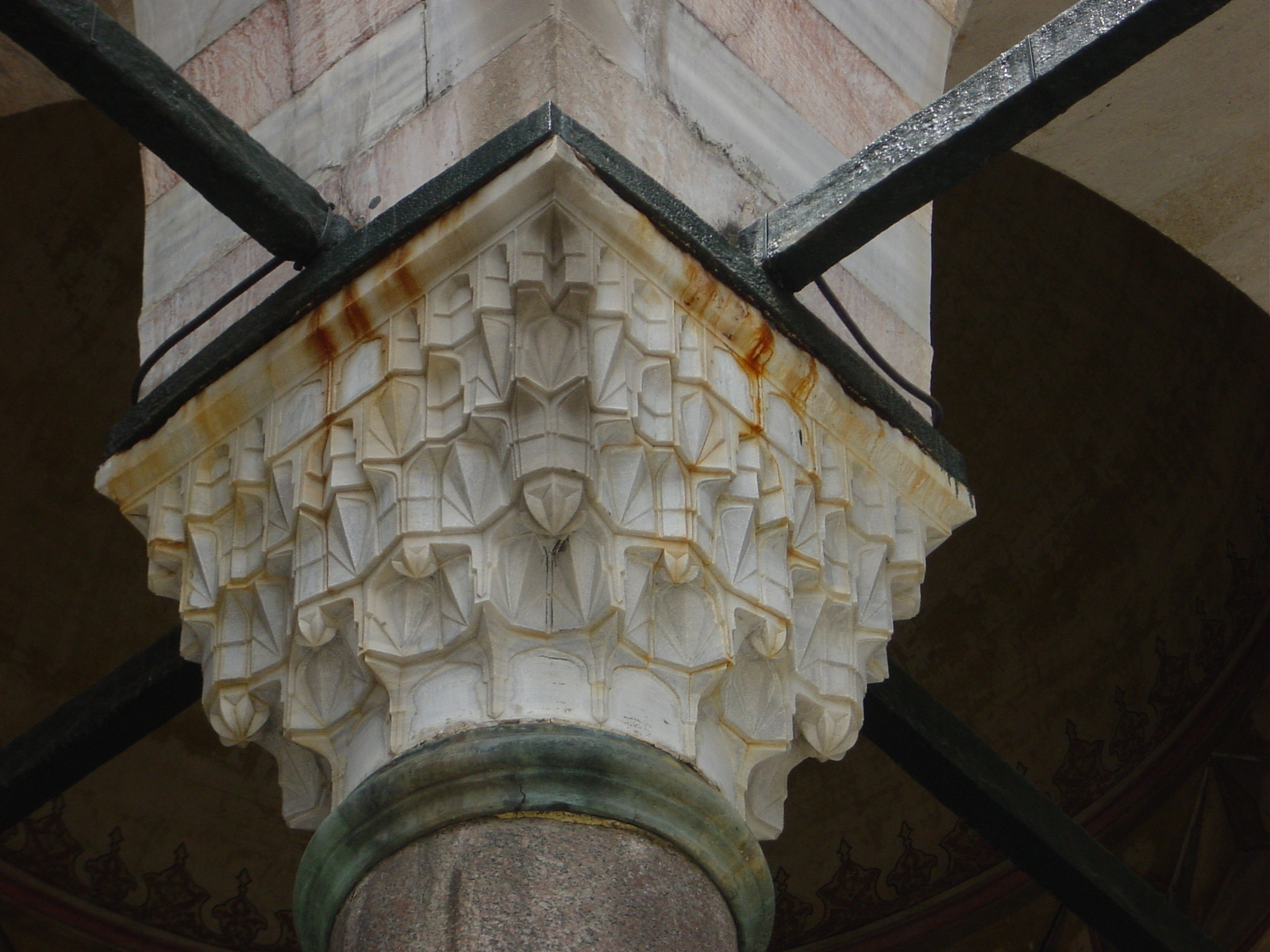
穆卡纳斯柱头

对苏莱曼清真寺的分析可以分为许多不同的象征和象征层次。其中包括功能层次的分析、比如通过使用一定的建筑材料产生的文化联想和神话、建筑的形式语言和许多铭文。
从穆罕默德二世开始奥斯曼帝国苏丹逐渐把自己看作是正宗逊尼派伊斯兰教的捍卫者，尤其是针对宽容的苏菲派。这可以从把神学院紧紧地贴在清真寺侧面看出来。从神学院数量之多就可以看出阿訇的影响越来越大。穆罕默德二世还把自己看作是罗马皇帝的继承人（Sultan-i Rum）。但是奥斯曼帝国占领了阿拉伯本土后苏莱曼的父亲塞利姆一世就接受了“圣地麦加和麦地那的保护者”的称号，他把自己称为是伊斯兰统治者（Padischah-i Islam）。
苏莱曼本人每星期都到这个象征着他的威力的帝国清真寺来做礼拜，这样一来他还通过施舍也建立了一个统治者与被统治者之间的公共关系。
早在数世纪前开始拱顶就已经是天穹的象征。当时的人把拱顶和其下面的半拱顶描写为天上的轨道的孪生兄弟。“大地用比天堂还要高的拱顶向天穹挑战。”前院里的喷泉象征着天堂中的天河。整个清真寺被看作是天堂的代表，精美的书法加强了这个比喻。如同大多数奥斯曼建筑，透过彩色的玻璃窗光线充斥整个清真寺，这也有非常重要的象征意义。比如玻璃窗上的书法引用古兰经中的第24章《光明》：
真主是天地的光明，他的光明象一座灯台，那座灯台上有一盏明灯， 那盏明灯在一个玻璃罩里，那个玻璃罩仿佛一颗灿烂的明星，用吉祥的橄榄油燃着那盏明灯；它不是东方的，也不是西方的，它的油，即使没有点火也几乎发光——光上加光——真主引导他所意欲者走向他的光明。真主为众人设了许多比喻， 真主是全知万事的
也就是说清真寺似乎是被真主的光照耀。晚上清真寺则由2000多盏玻璃（过去还有鸵鸟蛋壳）做的灯照明，其内部如同星星闪烁的天穹。
朝向麦加的墙是用精美的依兹尼克瓷片镶嵌的，它们展示天堂花园里的植物和花朵。在苏莱和洛克塞拉娜的突北这个天堂主题更加被加强。在耶路撒冷的圆顶清真寺被修新的时候苏莱曼也下令在那里使用这种红色和蓝色的瓷片做装饰。有趣的是苏莱曼的突北是仿照圆顶清真寺建造的：它有两个拱顶、内部有圆形的骑楼、地基是八角形的、外面有廊子。此外其内部的屋顶和圆顶清真寺一样用水晶装饰，因此更加加强了与圆顶清真寺的相似处。这些类似处是为了暗示传说中的国王和先知索罗门的庙宇。在喷泉的铭文中苏莱曼特地还提到这一点并自称为“当代索罗门”（Süleyman-i Zaman）。
清真寺的创建证书把它称为是重建的千柱之城伊林，伊林也是一个天堂的比喻。这个比喻也说明了为什么在建造的时候花了那么大的功夫去寻找和挑选花岗岩、斑岩和大理石柱子。在整个奥斯曼帝国他们在古代的和后代的建筑废墟中寻找这样的柱子。比如记载说17根柱子是从君士坦丁堡的竞技场运来的。在运输这些沉重的石柱中遇到的种种困难很快就造成了许多传说，这些传说与建造圣索非亚大教堂的传说类似，它们同时也体现了帝国及其苏丹的强大、富有和力量。
圣索非亚大教堂被看作是模仿索罗门的庙宇建造的（templum novum salomonis），因此苏莱曼在建造他的清真寺的时候使用了同样的风格（拱顶、两个半拱顶、两堵山墙），由此来加强这个传统。像圣索非亚大教堂一样苏莱曼派人用船从巴勒贝克的朱庇特神庙运来了无价的石柱。此外他还从被他征服的罗得岛、贝尔格莱德和马耳他运来石柱。所有这一切都说明模仿索罗门不是偶然的。每根从远处运来的石柱象征着对一个不同民族的纪念。
在每堵山墙下有两根巨大的玫瑰花岗岩柱。传说两根分别来自亞歷山卓和巴勒贝克。按照伊斯兰文献巴勒贝克的神庙被看作是索罗门为示巴女王建造的宫殿。另两根分别是从伊斯坦布尔的一座王宫和另一个地方（可能竞技场）运来的。还有两根从亞歷山卓运来的石柱在一场大风暴中沉船了。这四根石柱也代表了穆罕默德的四名继承人：艾卜·伯克尔、奥马尔一世、奥斯曼·伊本·阿凡和阿里·伊本·艾比·塔利卜。相应地清真寺周围有四座伊斯兰法学学院和四座伊斯兰大学。清真寺的四座叫拜樓也象征着穆罕默德的四名“朋友”（继承人）。除此之外四座叫拜楼还代表着苏莱曼是奥斯曼帝国占领君士坦丁堡后的第四名苏丹。四座叫拜楼共有十个阳台，这代表着苏莱曼是奥斯曼帝国建国后的第十名苏丹。
同样拱顶的四个巨大的圆拱也可以和穆罕默德的四名继承人和四个法学学院联系到一起。在文献中这个帐篷主题也被与萨珊王朝君主霍斯勞一世宫殿中的圆拱相比较。
当代的人把苏莱曼清真寺看作是第二座克爾白。令人吃惊的是奥斯曼帝国的敌人伊朗沙皇太美斯普一世就该清真寺启用时写给苏莱曼的一封信：他把这座清真寺称为圣地并写道，这座清真寺使他联想起“真主神圣的房间”（即克尔白）。这个联系不是偶然的。在苏莱曼的突北入口处嵌入了克尔白神圣的黑陨石的一小块。
清真寺被造在金角湾、伊斯坦布尔七座山丘的第三座上也是专门选择的。在这个位置上它在整座城市的天幕上非常明显，而从这里一个人又可以俯瞰整座城市。爱维亚·瑟勒比写道从那里一个人可以看到“整个世界”。一座高大的清真寺，超越所有周围的建筑，位于整个城市上方，加上它层层下降的拱顶结构，象征着苏丹位于整个奥斯曼帝国之顶的国家结构。
与圣索非亚大教堂相比苏莱曼清真寺的内部装潢很简朴，它完全服从于建筑的需要。建筑的晶体几乎结构应该吸引来访者，而不是其表面。在整个建筑中欧基里德几何完全地体现出来。另一个引入注目的地方是对材料的精心选择。清真寺内的书法中除了奠基篇外全部是引用《古兰经》的诗句，它们的意义在于赞美苏丹无限的权利。
许多这些《古兰经》诗句提到天堂。比如第39章第73句：
敬畏主者将一队一队地被邀入乐园，迨他们来到乐园前面的时候，园门开了，管园的天神要对他们说：“祝你们平安！你们已经纯洁了，所以请你们进去永居吧！”
在清真寺入口上方的书法也暗示清真寺是地上天堂的入口处（13章24句、16章32句）：
“祝你们平安！这是你们因坚忍而得的报酬，后世的善果真优美。”
“祝你们平安，你们可以因为自己的善功而进入乐园。”
拱顶的诗句描写宇宙学（35章41句）：
真主的确维持天地，以免毁灭；如果天地要毁灭，则除真主外，任何人不能维持它。他确是至容的，确是至赦的。
圆顶里的字像阳光一样向四周辐射，这与奥斯曼帐篷中的装饰一样。圆顶作为天穹，天穹作为圆顶是一个非常古老的土耳其象征，早在中亚的时候他们就已经使用这个象征了。
如同真主维持天地，四根刻有穆罕默德的四名继承人的书法的巨大石柱维持拱顶。其它《古兰经》诗句保障信徒坚奉伊斯兰法，这样可以保证他们进入天堂。这些诗句体现了当时就已经存在的与伊朗萨非王朝奇兹尔巴什之间的竞争。

## 相关图片

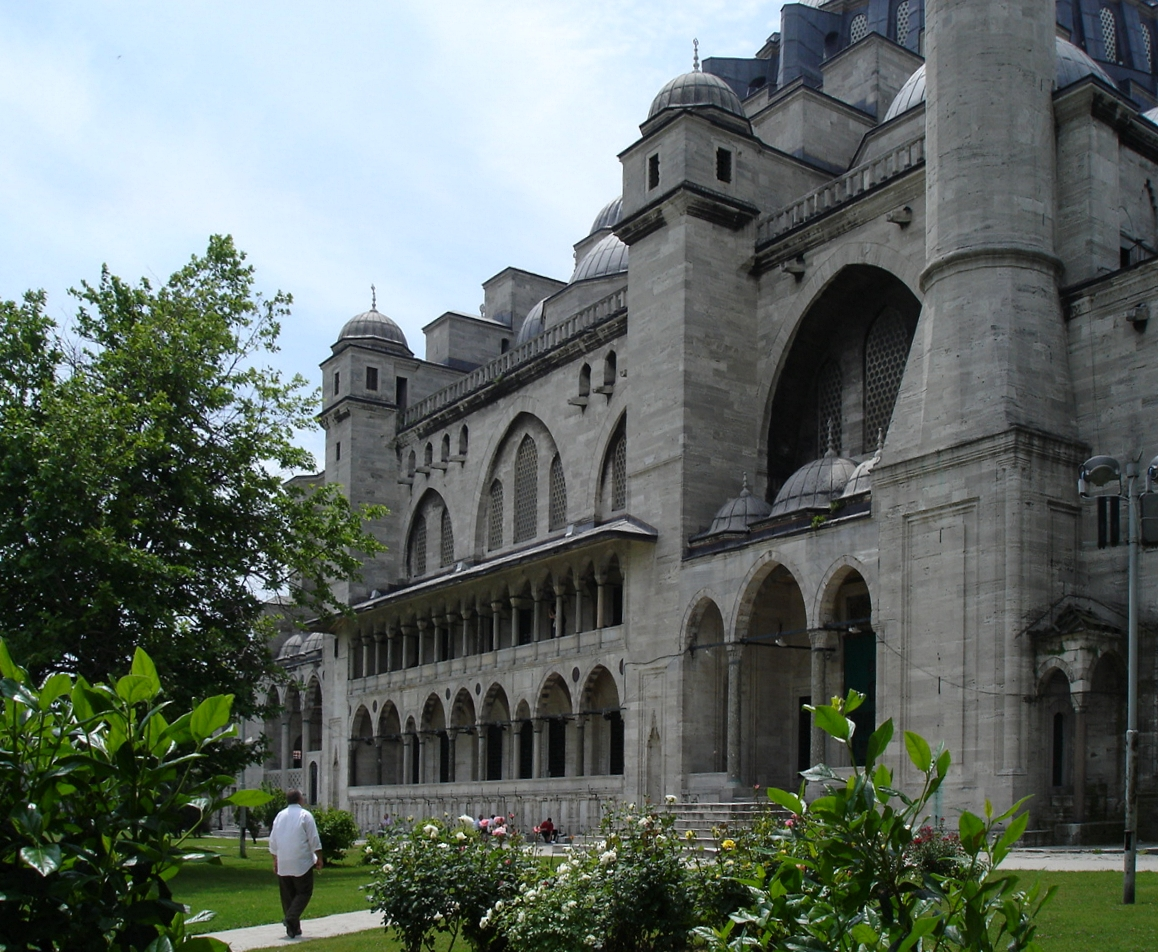
长廊
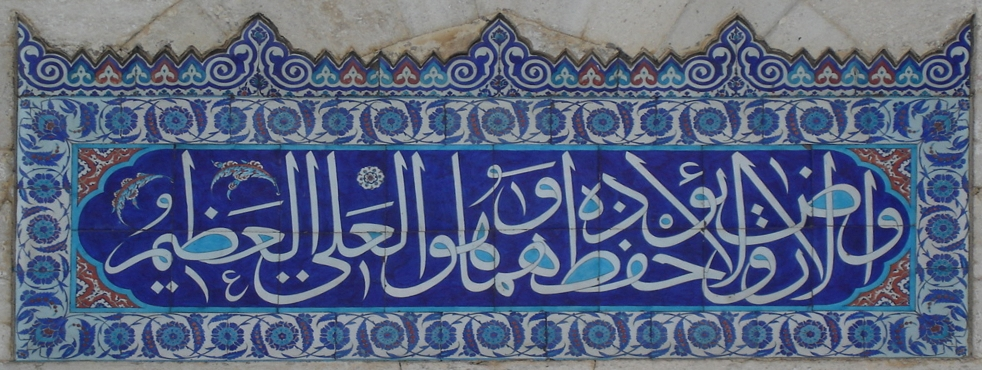
内院依兹尼克瓦片上的书法
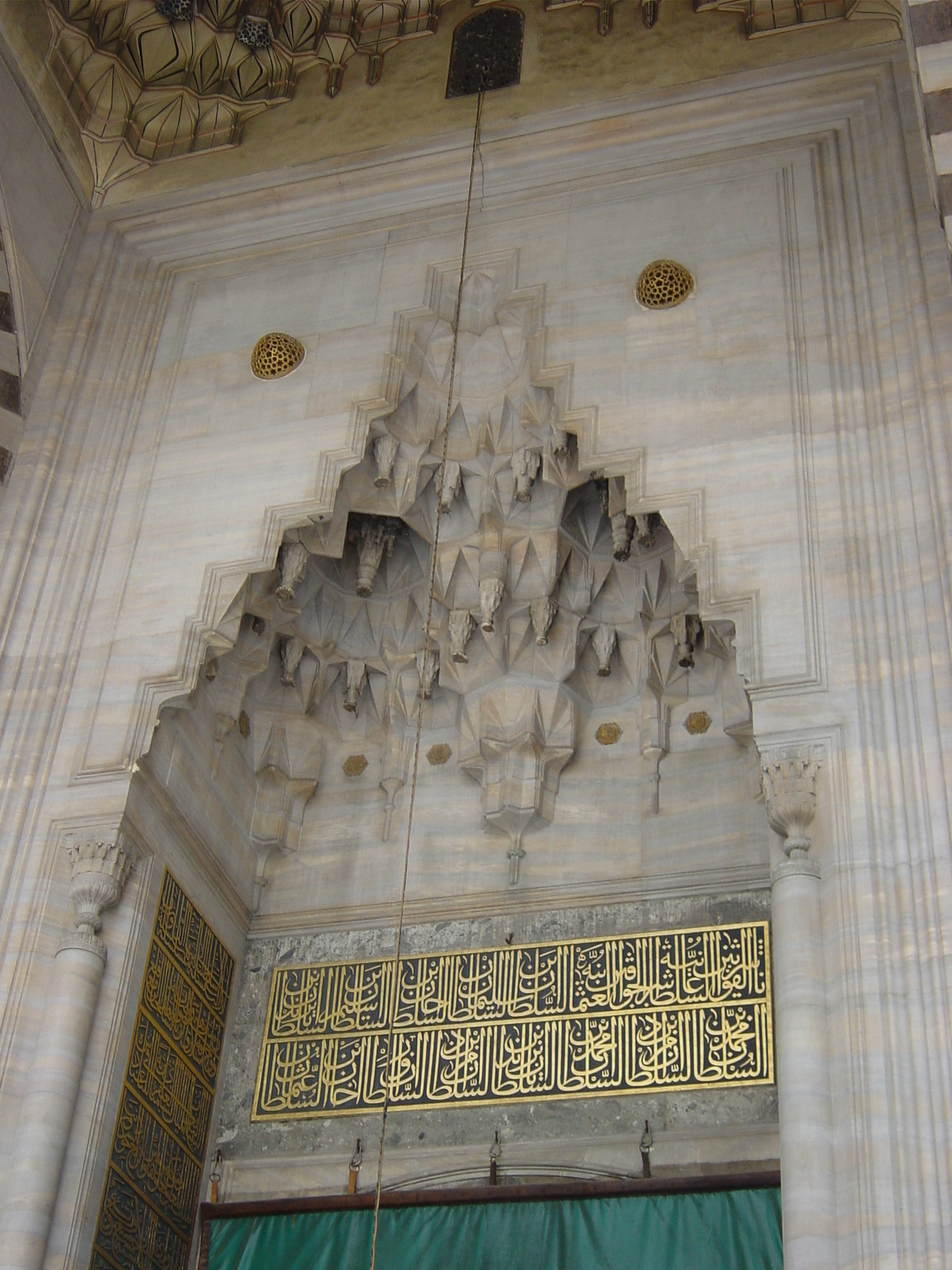
清真寺入口的大理石钟乳
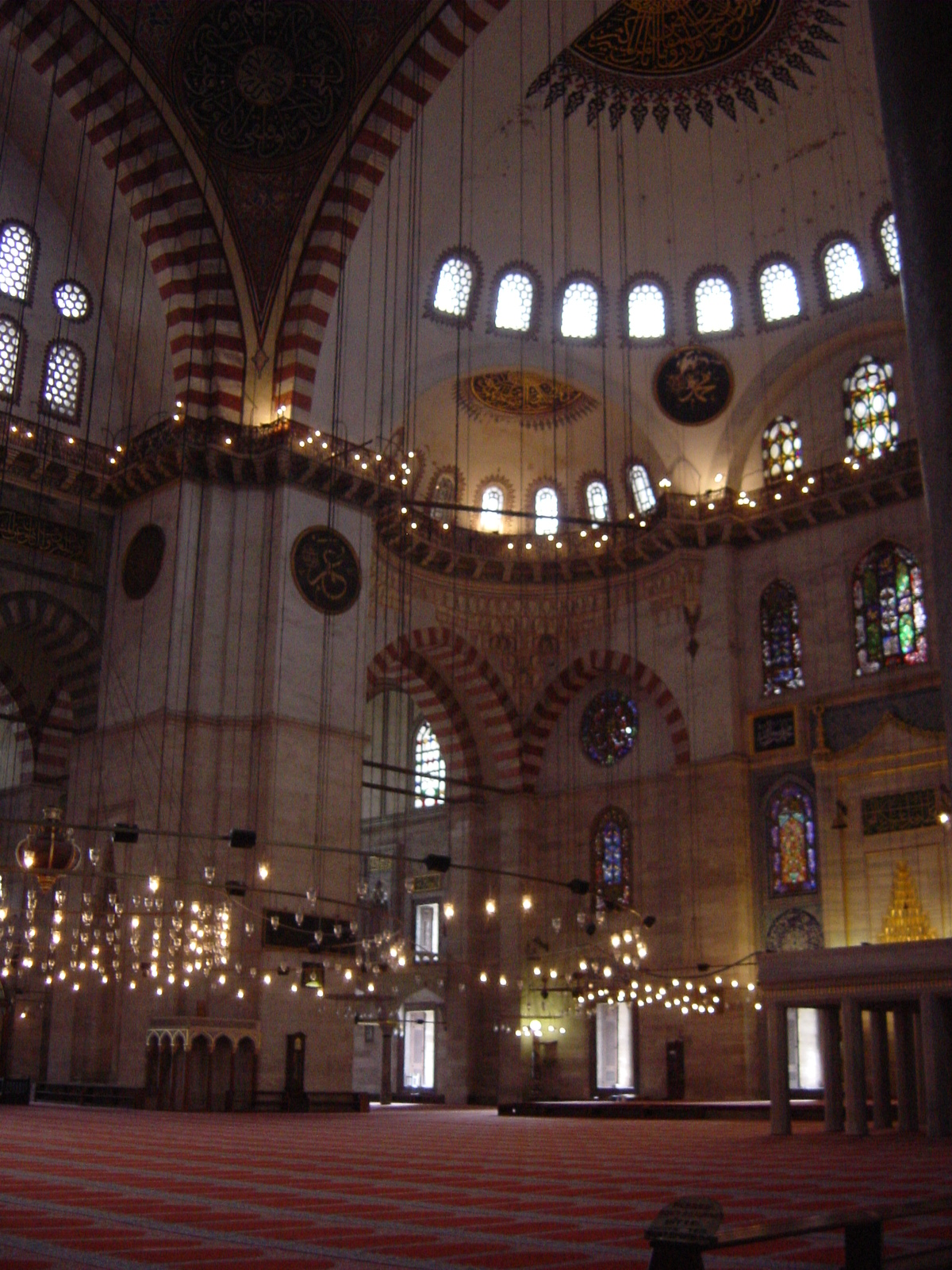
礼拜厅，左侧是米哈拉布和主支柱
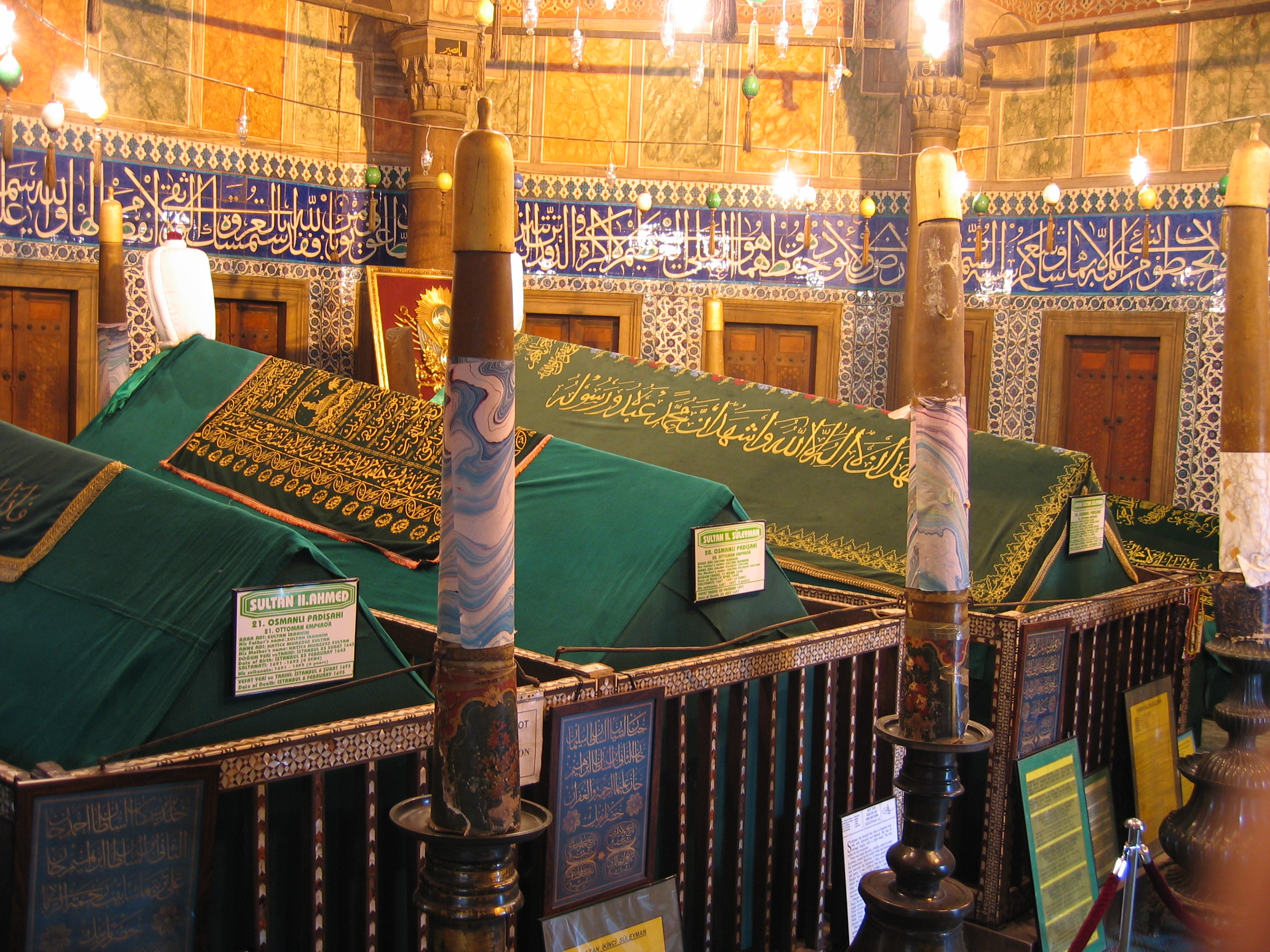
苏丹苏莱曼一世的突北
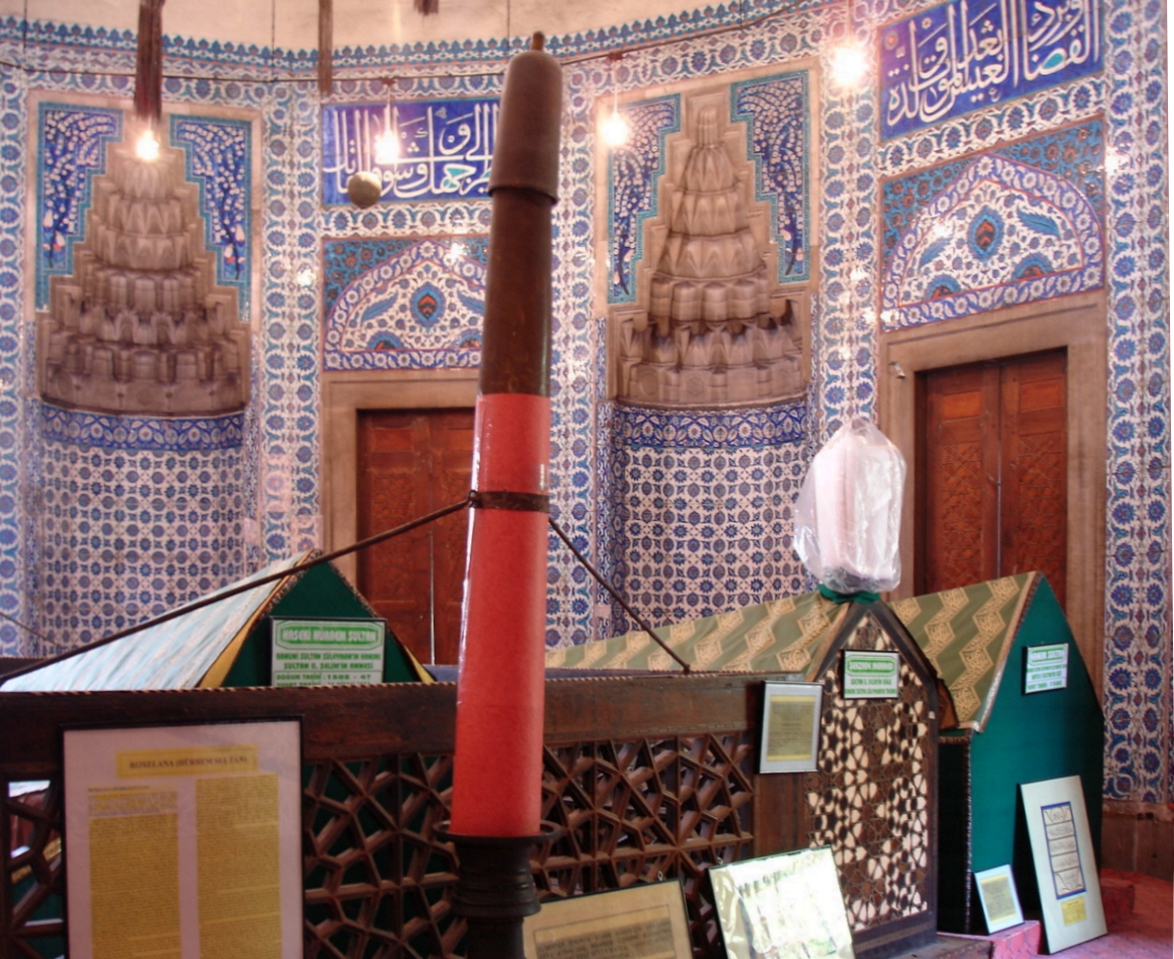
洛克塞拉娜的突北
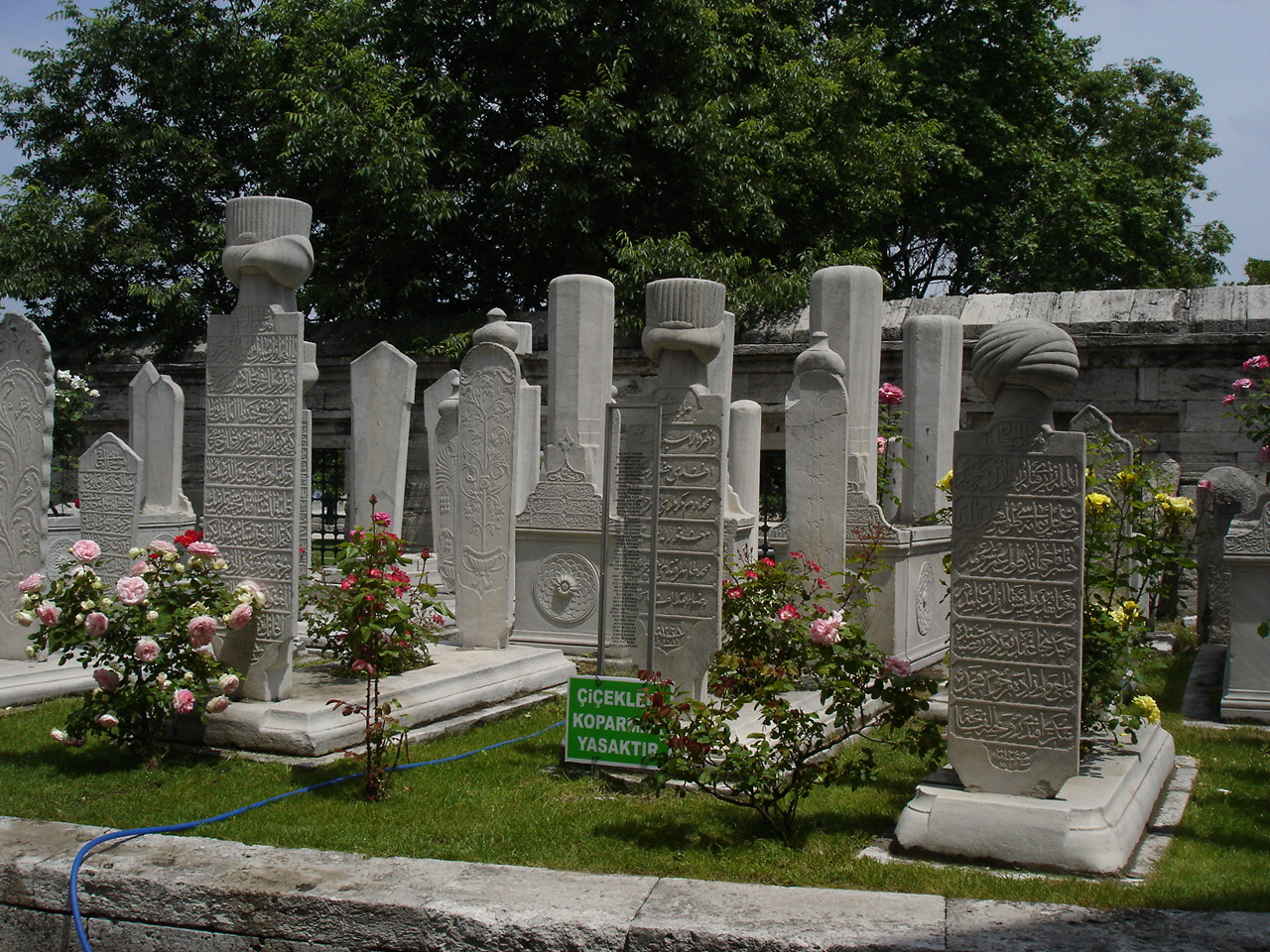
墓地